# Hydraena chenae
Hydraena chenae är en skalbaggsart som beskrevs av Pu 1951. Hydraena chenae ingår i släktet Hydraena och familjen vattenbrynsbaggar. Inga underarter finns listade i Catalogue of Life.